# Everage Richardson
Everage Lee Richardson (Brooklyn, Nueva York, 23 de diciembre de 1985) es un jugador de baloncesto islandés de origen estadounidense, que pertecece a la plantilla del Breiðablik. Mide 1,91 metros y juega en la posición de escolta.

## Trayectoria
Richardson jugó la liga universitaria de Estados Unidos con la Universidad de Coastal Carolina de 2006 a 2008, promediando 13,8 puntos, 4,1 rebotes y 2,0 recuperaciones por partido en su último año.
Richardson debutó como profesional con el Treis-Karden de la 2. Regionalliga (5ª categoría del baloncesto alemán) ascendiendo a la 1. Regionalliga.
En la 2011–2012, promedió 42,1 puntos por partido para el Bodfeld Baskets, lo que le valió el apodo de "Die Schwarze Perle" (traducido como "La Perla Negra").
Fue nombrado MVP de la 1. Regionalliga al final de la temporada 2012-2013.
En 2013 Richardson fichó por el Itzehoe de la 1. Regionalliga alemana.
Jugó para el Résidence Walferdange de la Total League de Luxemburgo de 2014 to 2017.
En 2017, Richardson firmó por el recién ascendido a la 1. deild karla islandesa, el Gnúpverjar Reykjavík. Fue el máximo anotador de la temporada con 38,9 puntos por partido.
En mayo de 2018, Richardson fichó por el Hamar Hveragerði. Lideró la 1. deild karla 2018-2019 en anotación, promediando 29,7 puntos por partido. Durante la temporada 2019–2020, promedió 26,5 puntos por partido, ayudando al Hamar a conseguir el 2º puesto de la liga regular. Sin embargo, debido a que la temporada acabó prematuramente debido al brote de Covid-19 no pudo conseguir el ascenso a la máxima categoría islandesa, la Úrvalsdeild karla.
El 16 de abril de 2020 firmó por el ÍR Reykjavík de la Úrvalsdeild karla. Promedió 18.1 puntos y 6.2 asistencias, para una valoración de 21.5 por partido.
El 25 de junio de 2021 ficha por el equipo recién ascendido a la Úrvalsdeild karla, el Breiðablik Kópavogur, consiguiendo ser el máximo anotador de la temporada, con un promedio de 25,5 puntos por partido.

## Clubes
- Treis-Karden (2009-2010)
- Bodfeld Baskets (2010-2013)
- Itzehoe (2013-2014)
- Résidence Walferdange (2014-2017)
- Gnúpverjar Reykjavík (2017-2018)
- Hamar Hveragerði (2018-2020)
- ÍR Reykjavík (2020-2021)
- Breiðablik Kópavogur (2021-actualidad)